# Pontus Carlsson

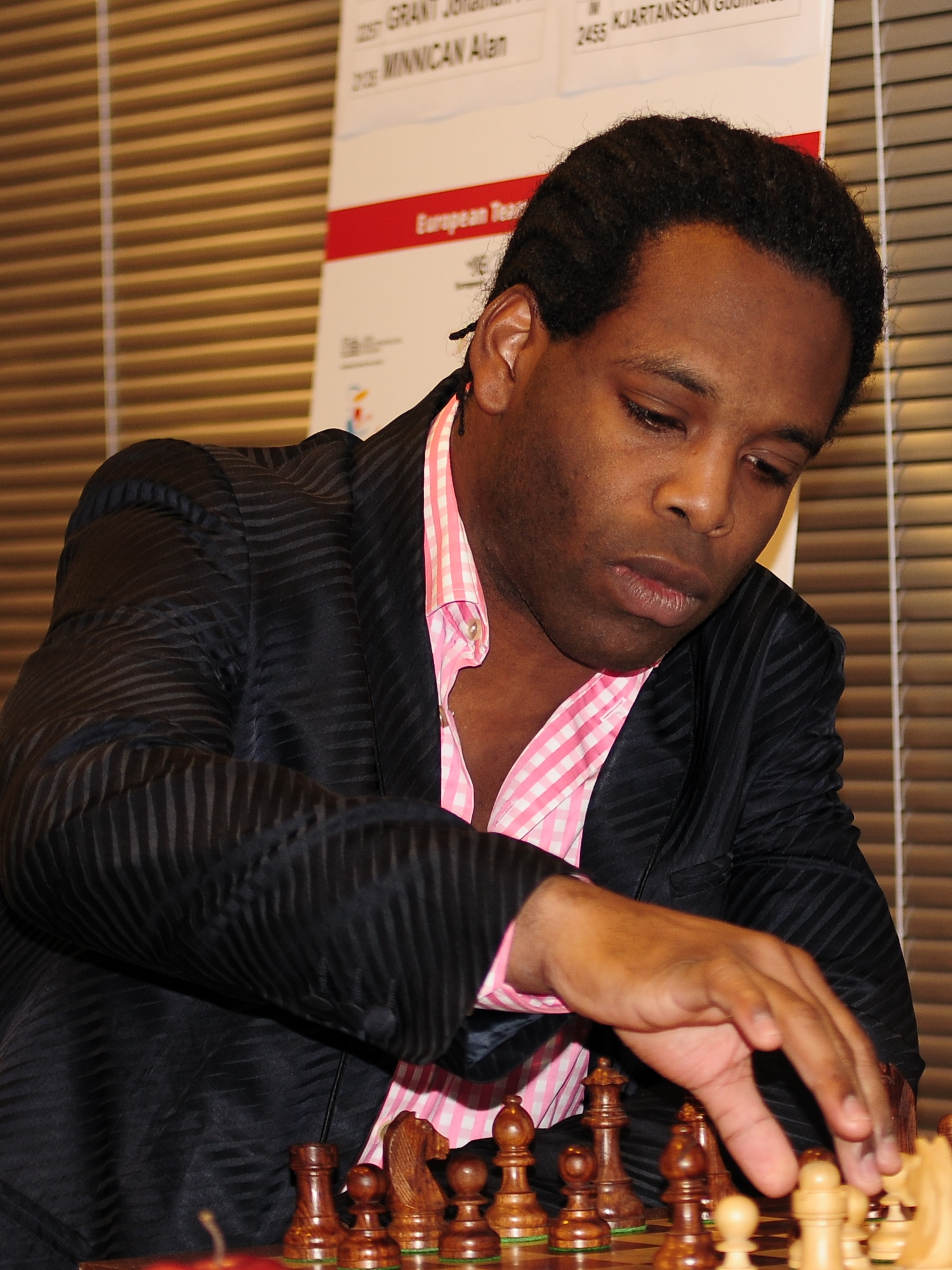
Pontus Carlsson, 2013

Pontus Carlsson (Cali, 18 december 1982) is een Zweedse schaker. Hij is sinds 2007 een Internationaal Grootmeester.

## Jonge jaren
Toen Carlsson één jaar oud was, overleed zijn familie. Hij werd geadopteerd door een Zweeds echtpaar, en zijn stiefvader Ingvar Carlsson (voormalig voorzitter van de Zweedse Schaakfederatie), leerde hem schaken toen hij vier jaar oud was.
Toen hij in Spanje woonde studeerde hij Spaans en speelde in de Spaanse schaakcompetitie. Hij spreekt naast vloeiend Spaans ook Zweeds, Engels, Duits, Frans en Chinees. Carlsson is van plan ook Russisch te leren.
Hij heeft de Zweedse en de Colombiaanse nationaliteit, en is een liefhebber van hip-hop.

## Schaakcarrière
Carlsson vertegenwoordigde zijn land sinds zijn schoolperiode, en is lid van het nationale team. Als schaker reist hij veel door Europa. Zijn eerste significante internationale toernooi betrof de Europese kampioenschappen voor jeugd tot 10 jaar, in Rimavská Sobota.
Hij heeft een voorliefde voor rapidschaak en won als enige speler drie keer het Zweedse Tusenmannaschacket Rapidtoernooi.
Carlsson won een aantal jeugdkampioenschappen op nationaal en regionaal niveau. In 2001 deed hij op 18-jarige leeftijd voor het eerst mee aan het toernooi om het Zweeds kampioenschap, gehouden in zijn woonplaats Linköping.
Tussen midden 2001 en midden 2005 bleef zijn niveau constant. In 2005 werd hij met 6.5 punt negende in het toernooi om het kampioenschap van Zweden dat werd gewonnen door Stellan Brynell met 9 pt. uit 13.

## Grootmeester
Carlsson werd in augustus 2005 Internationaal Meester (IM) en in oktober 2007 grootmeester (GM). Hiermee werd hij de 16e Zweedse grootmeester. Zijn eerste GM-norm had hij behaald bij de Europese Schaakkampioenschappen voor clubteams in 2005, de tweede bij het Open de Tarragona (Spanje), de derde bij het Torneig Internacional Ciutat de Sóller en de vierde in de derde ronde van de European Club Cup.
Nu hij grootmeester is, zal hij worden gekozen in de Zweedse Schaakacademie: een organisatie van belangrijke personen in de schaaksport, waarvan alle grootmeesters lid zijn.

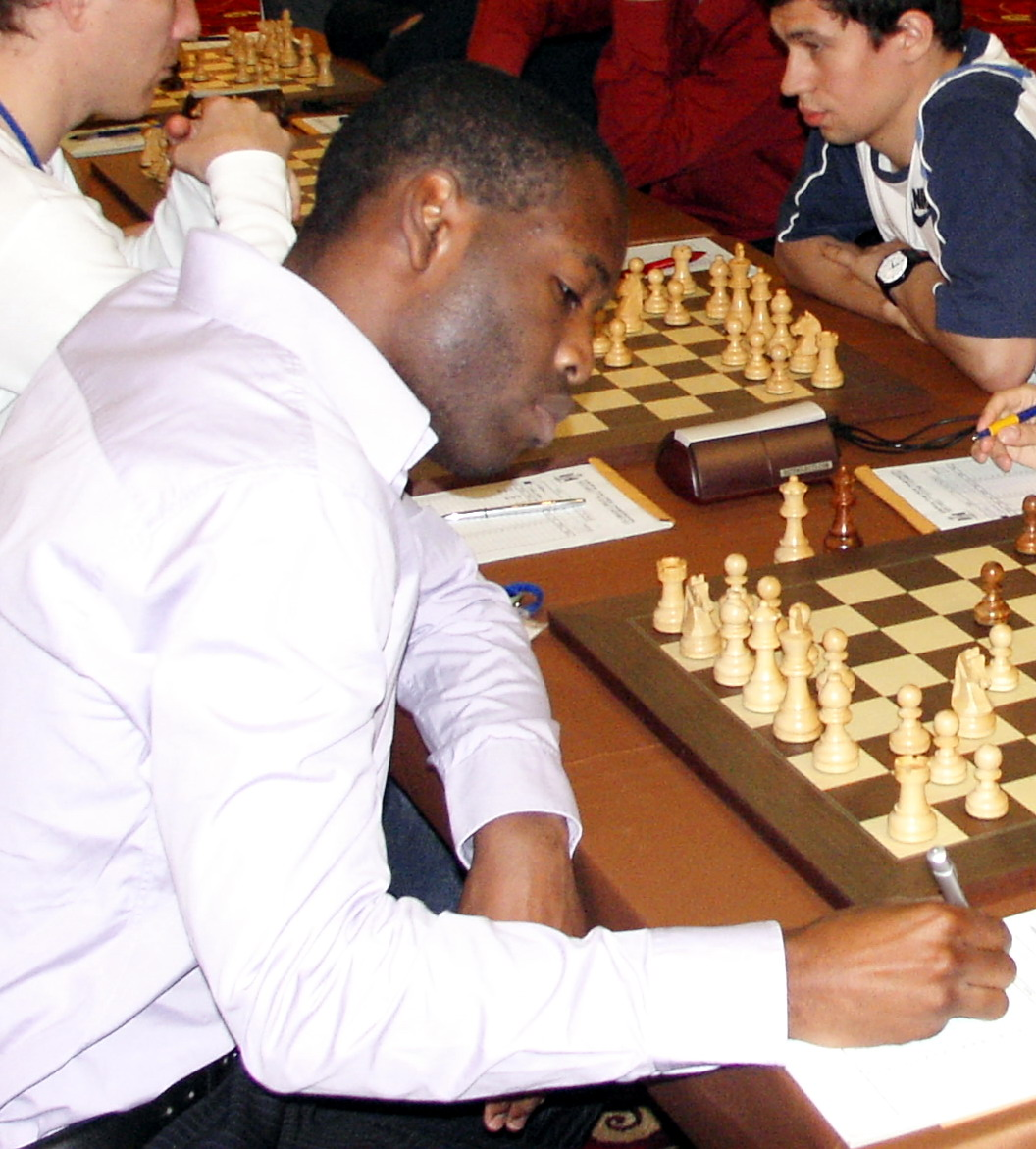
Pontus Carlsson, 2007

## Nationale schaakteams
In 2006 nam hij met het Zweedse nationale team deel aan de 37e Schaakolympiade in Turijn (+3 =1 −2). In 2007 was hij ook lid van het nationale team in het 16e Europese Schaakkampioenschap voor landenteams en scoorde daar 6 pt. uit 9.

## Schaakverenigingen
Met de Sollentuna SK chess club speelde hij in 2002, 2005 en 2007 in de European Club Cup. Daarnaast speelde hij ook in de Spaanse clubcompetitie en in toernooien in Spanje.